# 아제르바이잔 여자 축구 국가대표팀
아제르바이잔 여자 축구 국가대표팀은 아제르바이잔을 대표하는 여자 축구 대표팀으로 2006년 11월 18일 루마니아와의 국제 경기 데뷔전에서 1-4로 패했으며 FIFA 여자 월드컵과 UEFA 유럽 여자 축구 선수권 대회는 물론 하계 올림픽 본선 출전 기록까지도 모두 전무하다.

## 성적

### FIFA 여자 월드컵
- 1991년 ~ 2007년: 불참
- 2011년: 예선 탈락
- 2015년 ~ 2019년: 불참

### 올림픽 축구
- 1996년 ~ 2008년: 불참
- 2012년: 예선 탈락
- 2016년 ~ 2020년: 불참

### UEFA 유럽 여자 축구 선수권 대회
- 1984년: 불참
- 1987년: 불참
- 1989년: 불참
- 1991년: 불참
- 1993년: 불참
- 1995년: 불참
- 1997년: 불참
- 2001년: 불참
- 2005년: 불참
- 2009년: 예선 탈락
- 2013년: 불참
- 2017년: 불참

## 같이 보기
- 아제르바이잔 축구 국가대표팀